# Somerville Journal
Le Somerville Journal est un hebdomadaire publié à Somerville, dans le Massachusetts aux États-Unis. 

## XIXesiècle
Son premier numéro est publié le 8 décembre 1870 par W. A. Greenough & Co, connu pour la publication d'annuaires. Au cours des années suivantes, le journal change plusieurs fois de propriétaire, les premiers propriétaires étant notamment Russell Conwell (en), alors résident de Somerville et John A. Cummings (en), plus tard maire de la ville. Le 20 octobre 1876, le journal passe sous le contrôle de la Somerville Journal Company, sous la présidence de J. O. Hayden. Celui-ci devient, plus tard, président de deux banques de Somerville et trésorier du comté de Middlesex.
Avec le changement de propriétaire, le journal, qui était auparavant imprimé à Boston, commence à être imprimé à Somerville, d'abord dans un bureau au troisième étage du Hill Building à Union Square (en), puis, en juillet 1894, dans le Somerville Journal Building (en), construit à cet effet. Parmi les autres magazines imprimés dans le Somerville Journal Building, citons le Journal of Education, l'American Primary Teacher et The Writer (en).

## Journal moderne
Le site web officiel du Somerville Journal s'appelle Wicked Local Somerville. Il fait partie de Wicked Local, le site du journal GateHouse Media New England, anciennement la Community Newspaper Company. L'éditeur actuel est Debra Filcman, depuis 25 juin 2009.

### Source de la traduction
- (en) Cet article est partiellement ou en totalité issu de l’article de Wikipédia en anglais intitulé « Somerville Journal » (voir la liste des auteurs).